# アレクサンダー・ズラブリョフ
アレクサンドル・アレクサンドロヴィッチ・ズラブリョフ（ロシア語: Александр Александрович Журавлёв、1965年12月5日 - ）は、ロシア陸軍の大将。シリア内戦へのロシアの軍事介入中にシリアで軍部隊を指揮し、帰国後、ロシア軍副参謀総長に就任し、2017年11月に東部軍管区司令官に任命された。その後、2018年11月から2022年6月まで西部軍管区の司令官を務めた。彼はまた、大統領の指示により、2016年にロシア連邦英雄の称号を授与された。現在、西側諸国は、彼をウクライナ侵攻における戦争犯罪人として特定し、制裁を課している。 

## 経歴

### 初期のキャリア

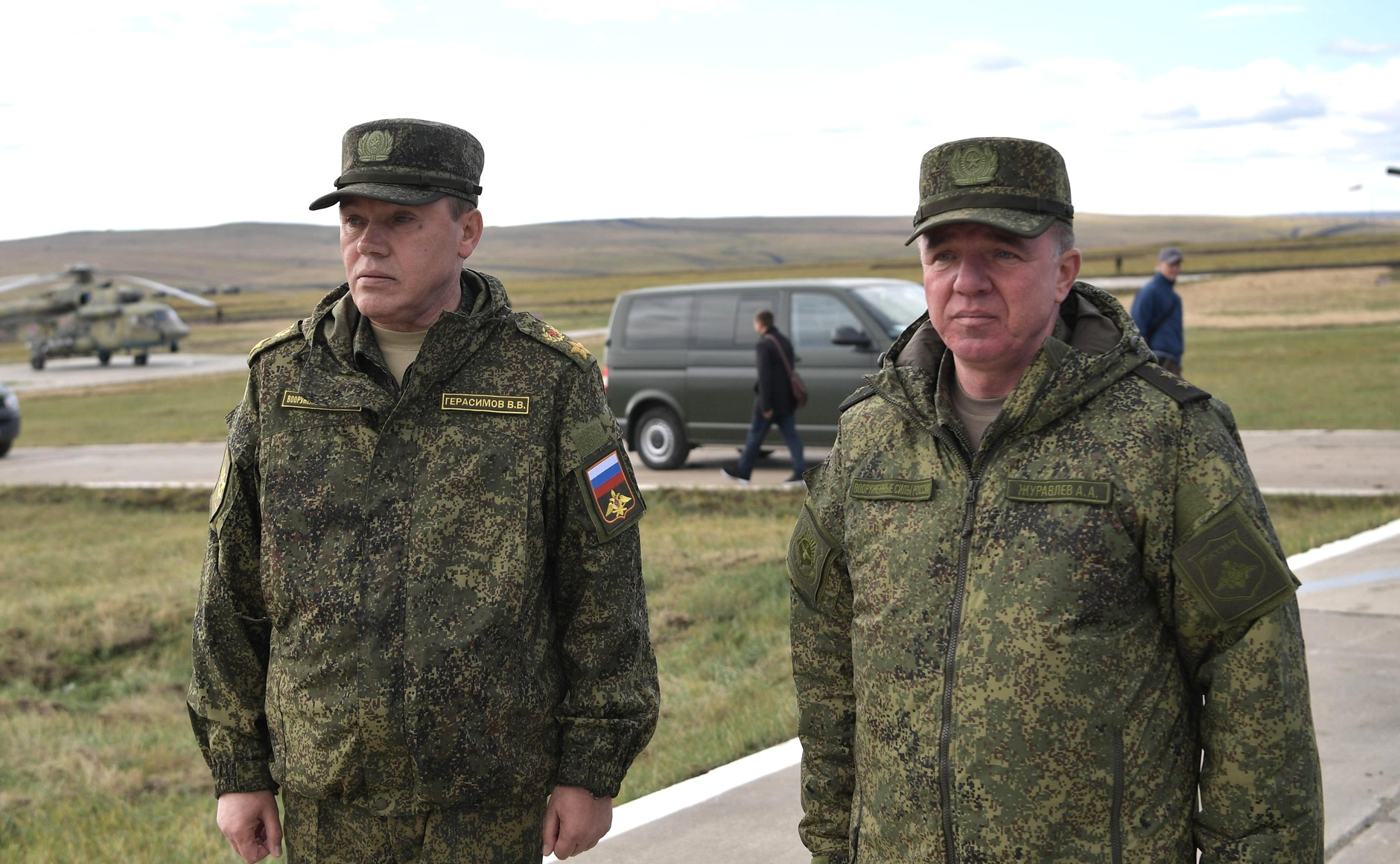
2018年のボストーク軍事演習での参謀総長のワレリー・ゲラシモフと東部軍管区司令官のズラブリョフ

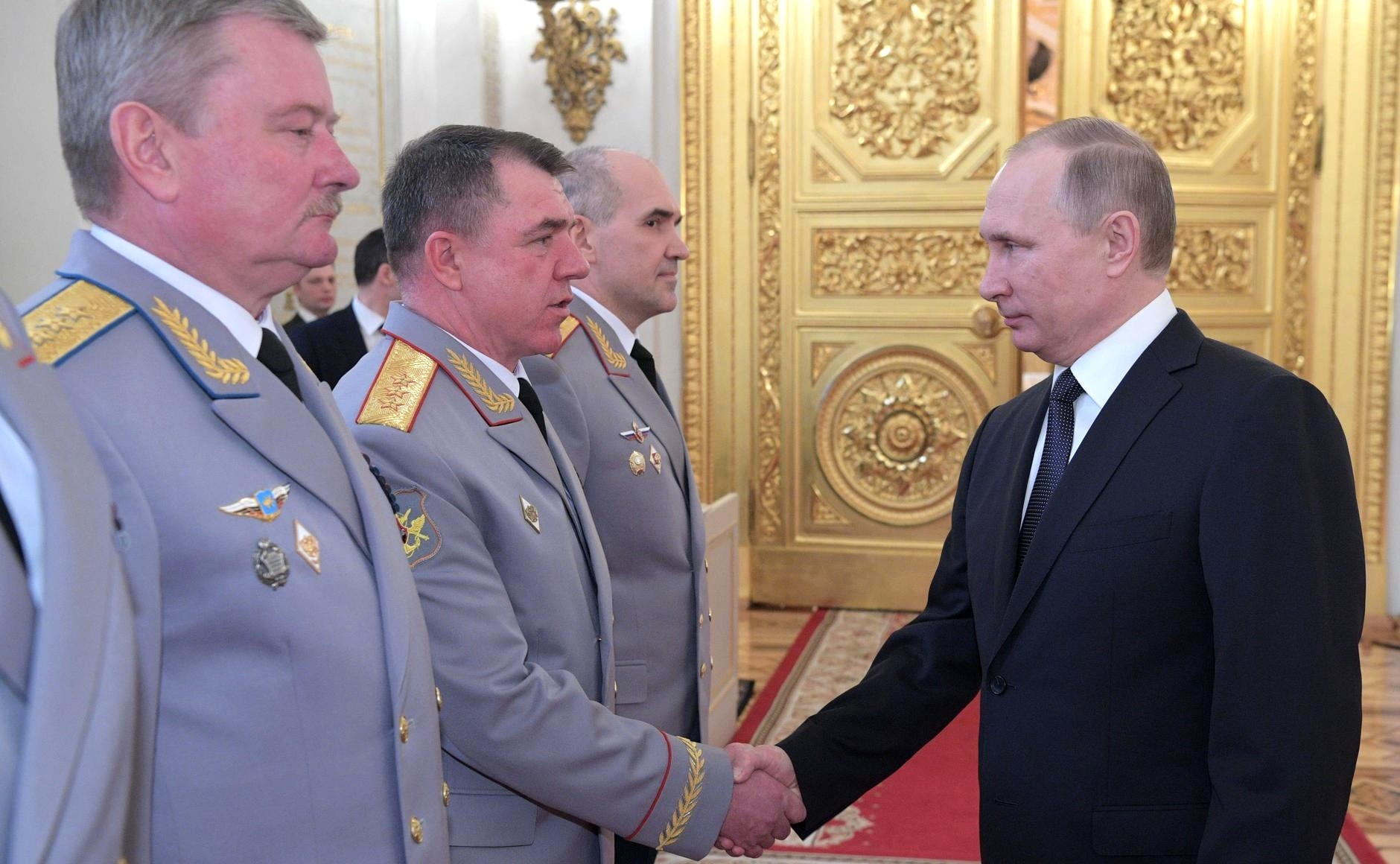
ズラブリョフと握手するプーチン大統領

ズラブリョフは1965年にチュメニ州のゴリシュマノヴォという町で生まれた。1982年に中等学校を卒業し、ソ連地上軍に入隊した。1986年にチェリャビンスク高等戦車指揮学校、1996年にマリノフスキー機甲部隊軍事アカデミー、2008年にロシア連邦軍参謀本部軍事アカデミーを卒業した。勤務中、ズラブリョフはチェコスロバキア（1986–1991年）、ヴォルガ（1991–1994年）、極東（1994–2006年）、北コーカサス（2008–2008年）、中央（2010–2015年）および南部軍管区（2015年）に配置された。彼は第58諸兵科連合軍の参謀長と第2親衛諸兵科連合軍の司令官を歴任した後、2015年に南部軍管区に異動した（2014年に中将に昇進）。

### シリア
2016年7月、アレクサンドル・ドヴォルニコフ大将の後任として、アレクサンドル・ズラブリョフ中将がシリアのロシア軍部隊の司令官に任命された。2016年12月まで同職に留まり、アンドレイ・カルタポロフ大将と交代した。シリアでの功績により、ロシア連邦英雄の称号を授与された。
シリアから帰国後、ジュラヴリョフは大将に昇進し、副参謀総長に任命された。2017年2月、イギリスの副参謀総長であるゴードン・メッセンジャー将軍と会談し、あらゆる事件を防ぐための新たな軍事協力について話し合った。2017年11月22日、ズラブリョフは、ロシア航空宇宙軍の司令官に就任するセルゲイ・スロヴィキン大将の後任として、東部軍管区の司令官に任命された。
2018年1月、セルゲイ・スロヴィキン将軍から、シリアに駐留するロシア軍分遣隊の指揮を再び引き継いだ。2018年11月、西部軍管区司令官に任命された。

### 2022年ロシアのウクライナ侵攻
2022年4月9日にアレクサンドル・ドヴォルニコフが総司令官に任命されるまで、西部軍管区の司令官として、ズラブリョフは2022年のロシアのウクライナ侵攻中にウクライナ北部に侵攻したロシア軍部隊の責任者であった。 5月13日、CNNは、新たに収集された証拠により、2 月 27～28日にハリコフの民間の標的に対して、第79ロケット砲兵旅団がBM-30「スメーチ」多連装ロケット砲から発射されたクラスター弾である17個のクラスター爆弾の使用をジュラヴリョフが命じたことを特定したと報告した。この攻撃を調査したヒューマン・ライツ・ウォッチ（HRW）は、ロシア軍が空中で爆発し、数十個（時には数百個）の子弾を拡散させるBM-30クラスターロケット弾を使用したと結論付けた。HRWは、これらの攻撃から400メートル以内に軍事目標がないと指摘し、また、本質的に無差別攻撃を引き起こす性質のあるクラスター弾の人口密集地域での使用は、これらの攻撃が戦争犯罪に該当する可能性があると述べた。
ズラブリョフのウクライナへの関与の結果、ニュージーランド政府はズラブリョフ個人への渡航禁止措置を制定した。
2022年6月、ズラブリョフは西部軍管区の司令官を解任された。